# PLUS (album de musique)
Pour les articles homonymes, voir Plus.
Albums de Autechre
SIGN
(2020)
PLUS est le quinzième album du groupe de musique électronique Autechre. Il est sorti le 28 octobre 2020. La sortie numérique de cet album intervient, sans avoir été annoncée, seulement douze jours après le précédent, SIGN. Comme pour la plupart des albums du groupe, le dessin de la pochette a été réalisé par l'agence artistique The Designers Republic. L'album est disponible sur la plateforme Bleep ainsi que sur le site officiel du groupe.

## Track listing
Toutes les chansons sont écrites et composées par Sean Booth and Rob Brown.
| Plus track listing | Plus track listing | Plus track listing | Plus track listing | Plus track listing | Plus track listing | Plus track listing | Plus track listing | Plus track listing | Plus track listing |
| No                 | Titre              | Durée              |                    |                    |                    |                    |                    |                    |                    |
| ------------------ | ------------------ | ------------------ | ------------------ | ------------------ | ------------------ | ------------------ | ------------------ | ------------------ | ------------------ |
| 1.                 | DekDre Scap B      | 2:46               |                    |                    |                    |                    |                    |                    |                    |
| 2.                 | 7FM ic             | 5:56               |                    |                    |                    |                    |                    |                    |                    |
| 3.                 | marhide            | 3:43               |                    |                    |                    |                    |                    |                    |                    |
| 4.                 | ecol4              | 14:51              |                    |                    |                    |                    |                    |                    |                    |
| 5.                 | lux 106 mod        | 5:06               |                    |                    |                    |                    |                    |                    |                    |
| 6.                 | X4                 | 12:21              |                    |                    |                    |                    |                    |                    |                    |
| 7.                 | ii.pre esc         | 4:47               |                    |                    |                    |                    |                    |                    |                    |
| 8.                 | esle 0             | 3:13               |                    |                    |                    |                    |                    |                    |                    |
| 9.                 | TM1 open           | 11:07              |                    |                    |                    |                    |                    |                    |                    |
| 63:53              |                    |                    |                    |                    |                    |                    |                    |                    |                    |

| 10. | p1p2 |  |